# Henryk Henrykowski
Henryk Henrykowski (ur. 3 listopada 1876 we wsi Bałuty – obecnie dzielnica Łodzi, zm. 8 kwietnia 1937 w Łodzi) – nauczyciel tańca, kompozytor. 

## Życiorys
Syn Sendera Hendrykowskiego (1846–1917) i Chany z Neumanów vel Hany z Najmanów.
Był znany i ceniony za komponowane przez siebie popularne w okresie międzywojennym przeboje muzyczne (głównie tanga).
Był właścicielem szkoły tańca, mieszczącej się początkowo przy ul. Południowej (obecnie ul. Rewolucji 1905 r.) 15, później przy Pasażu Szulca 2 (obecnie al. 1 Maja), a wreszcie w domu własnym przy ul. Gdańskiej 9.
W 1937 r. mieszkał przy ul. Gdańskiej 9.
W małżeństwie z Esterą Ruchlą z Blinbaumów (ur. 18 grudnia 1879) miał dzieci: Henę Chaję (ur. 1905), Chanę (ur. 1906) i Icchaka Zelika (ur. 1907), lekarza.
Został pochowany 8 kwietnia 1937 na „nowym” cmentarzu żydowskim przy ul. Brackiej w Łodzi (str. L, kw. J, nr 120B). Obok niego spoczywa brat Chaim Zelik (Zygmunt) zmarły w 1944 w getcie łódzkim. Tam jest też pochowany ojciec (str. L, kw. Ż, nr grobu 323).